# Dipartimento di Sauce
Sauce è un dipartimento argentino, situato nella parte meridionale della provincia di Corrientes, con capoluogo Sauce.
Esso confina con i dipartimenti di Esquina e Curuzú Cuatiá, e al sud con la provincia di Entre Ríos.
Secondo il censimento del 2001, su un territorio di 1.760 km², la popolazione ammontava a 9.151 abitanti, con un aumento demografico del 5,15% rispetto al censimento del 1991.
Il dipartimento comprende un solo comune, quello di Sauce.